# La Floresta
|  | Per a altres significats vegeu La Floresta (desambiguació) |

La Floresta és un municipi de la comarca de les Garrigues. Se situa a 5 km de les Borges Blanques. El poble de la Floresta es formà després de la Guerra de Successió, aproximadament a uns 3 km d'on anteriorment hi havia hagut el nucli dels Castellots.

## Geografia
- Llista de topònims de la Floresta (Orografia: muntanyes, serres, collades, indrets..; hidrografia: rius, fonts...; edificis: cases, masies, esglésies, etc).

## Demografia
| 1497 f | 1515 f | 1553 f | 1717 | 1787 | 1857 | 1877 | 1887 | 1900 | 1910 |
| ------ | ------ | ------ | ---- | ---- | ---- | ---- | ---- | ---- | ---- |
| -      | -      | -      | -    | -    | -    | -    | 988  | 556  | 559  |

| 1920 | 1930 | 1940 | 1950 | 1960 | 1970 | 1981 | 1990 | 1992 | 1994 |
| ---- | ---- | ---- | ---- | ---- | ---- | ---- | ---- | ---- | ---- |
| 533  | 622  | 463  | 424  | 353  | 309  | 193  | 201  | 195  | 195  |

| 1996 | 1998 | 2000 | 2002 | 2004 | 2006 | 2008 | 2010 | 2012 | 2014 |
| ---- | ---- | ---- | ---- | ---- | ---- | ---- | ---- | ---- | ---- |
| 177  | 174  | 177  | 192  | 180  | 185  | 199  | 179  | 164  | 162  |

| 2016 | 2018 | 2020 | 2022 | 2024 | 2026 | 2028 | 2030 | 2032 | 2034 |
| ---- | ---- | ---- | ---- | ---- | ---- | ---- | ---- | ---- | ---- |
| 155  | 154  | 140  | 154  | 164  | -    | -    | -    | -    | -    |

El primer cens és del 1897, després de la desagregació dels Omellons.

## Història
El reduït terme municipal de La Floresta (5,69 km²) forma una franja allargada de nord a sud, al límit amb la plana d'Urgell. Es troba a 316 metres d'altitud, prop del torrent de la Femosa i té uns 190 habitants.
Antigament el poble s'anomenava Castellots i estava situat a 1,5 km de l'actual. En la Guerra de Successió el poble fou totalment arrasat l'any 1707. El 1814 es va agregar a les Borges Blanques, fins que el 1836 la Diputació accedí a la seva “independència”, ja amb el nom actual de la Floresta.
Les primeres notícies sobre Castellots, nom amb el qual s'ha conegut el terme de la Floresta durant l'Edat Mitjana i bona part de la Moderna, es remunten a les primeres dècades posteriors a la conquesta feudal de les terres de la plana lleidatana. Ja el 1168 es menciona la parròquia de Castellots, les rendes de la qual s'assignaren inicialment a la preposituria de Sant Joan de Lleida i, més tard, es destinaren al manteniment del càrrec del mestre de cor o “preceptor” de la Seu de Lleida.
Bona part de les dades inicials sobre aquest indret provenen d'un seguit de litigis que, entre 1170 i 1227, enfrontaren el Capítol amb diverses famílies de colons al voltant de la percepció del delme parroquial. A partir d'aquesta darrera data, els canonges catedralicis semblen haver assolit el control d'aquests recursos, els quals permutaren amb el bisbe Ramon de Siscar l'any 1239.
Castellots és un “terme mitjaner”, una entitat administrativa menor que sorgeix en l'àrea de contacte entre dues poblacions de major rang, que en aquest cas van ser les de Borges Blanques i Arbeca. En el procés de colonització, per dotar la nova població d'un territori propi, aquest s'havia de confegir llevant-lo als nuclis majors que el precedien, i no era infreqüent que els senyors d'ambdues localitats matrius imposessin al nou nucli sistemes de govern duals, per no trencar l'equilibri previ existent entre els nuclis majors.
Possiblement vingui d'aquesta recerca d'un equilibri la configuració bipartida de Castellots en dues meitats, una reial i una altra baronial, que es testimonien a partir de la segona meitat del segle xiii. La meitat baronial anà a raure, el 1241, a mans de la família del Sanaüja, els quals la mantingueren en el seu poder fins a l'extinció d'aquesta nissaga el 1342 i la incorporació de llurs béns al capítol catedralici, on romangueren fins a la Desamortització.
Per contra, la meitat dita reial experimentà una major inestabilitat pel que fa a la seva titularitat. Com a part d'un bloc patrimonial també integrat per Arbeca i les Borges de Salena (situada entre Arbeca i Mollerussa, era part de la Baronia d'Arbeca), aquesta meitat de Castellots va formar part, entre 1218 i 1273, del patrimoni dels Cardona, els quals el bescanviaren en aquesta darrera data amb els d'Anglesola, recuperant-lo de llurs mans amb anterioritat al 1343. Entre aquest any i el 1375, l'esmentat bloc fou posseït pel matrimoni format per Lluís Cornell i Beatriu de Cardona, per a partir de llavors, passar a mans de Jaume Roger de Pallars, qui en fou senyor fins al 1388, quan el vengué a Hug d'Anglesola, comte de Cardona. Des de llavors fins al segle xviii, els Cardona exerciren un domini continuat sobre aquestes terres.
Entre el darrer quart del segle xv i començaments del XVI, els Cardona emprenen una transformació radical de les seves fortaleses d'Arbeca i Castellots, convertint-los, respectivament, en un gran castell-palau i en un pavelló de caça.
A partir de 1481 es comença a usar el nom de “La Floresta”, una gran possessió destinada a l'esbarjo, probablement densament arbrada i dotada de closos destinats a la reproducció d'espècies cinegètiques. Aquell any, Joan Ballester comprà a Violant d'Estorrent, vídua del cavaller barceloní Francesc d'Estorrent, una casa a la Floresta (“domus prefate de la Foresta”) que es podria identificar amb el castell, tot i que el preu pagat, 200 lliures, no sembla alt. Aquest document és important en ésser el primer cop que consta el mot “Foresta”, paraula que ja trobarem en altres referències a partir de 1505, per designar terres o propietaris que fins llavors hom havia anomenat mitjançant el topònim Castellots. El 1814, expulsats els francesos, els veïns demanaren de convertir-se en ajuntament, però el corregidor de Lleida no els ho va concedir i el poble fou agregat a l'Ajuntament de les Borges.
En una sessió del 21 de novembre de 1836, ja establert el règim liberal, la diputació de Lleida accedí a la seva separació amb el nom de La Floresta (les actes usen el nom des del 18 de febrer de 1837).

## Llocs d'interès
- Castell de la Floresta, construcció que consta de dues parts: la torre i l'edifici d'habitatges.
- L'església parroquial, construïda el 1760, és dedicada a Sant Blai i està ubicada en el mateix edifici del castell.
- Pou de gel, que data dels segles XIV-XVI, realitzat totalment en pedra i on es guardava la neu que, premuda, durava fins ben entrat el bon temps. Era explotat pels ocupants del castell com a font d'ingressos a través de tributs.
- Gran creu neogòtica, a la plaça Mancomunitat, feta amb pedra.
- Antic Forn de Pa (la Floresta).
- Galeria d'art d'Edith Schaar
- Sala d'Exposició Treballs de la Pedra.[1]
- La LV-2013, o Carretera d'accés a l'Estació, és una carretera antigament anomenada veïnal, actualment gestionada per la Generalitat de Catalunya. La L correspon a la demarcació provincial de Lleida, i la V a la seva antiga consideració de veïnal. És una carretera de la xarxa local de Catalunya que transcorre íntegrament pel terme municipal de la Floresta. Surt de l'extrem sud-est del nucli urbà d'aquest poble, i arriba en 500 metres a Estació de la Floresta, de la línia del Ferrocarril de Lleida, oficialment Línia R13 o R14.